# Лагвилава, Олег Мерабович
Олег Мерабович Лагвилава (29 октября 1934, Очамчира — 3 апреля 2013, Сухум) — советский абхазский артист театра, народный артист Абхазской АССР (1981).

## Биография
Родился 29 октября 1934 года в городе Очамчыра, Абхазская АССР.
С 1955 по 1959 году обучался в Тбилисском государственном театральном институте им. Ш. Руставели по окончании которого с 1959 года начал работать в Абхазском государственном драматическом театре им. С. Чанба.
Скончался 3 апреля 2013 года в Сухуме.

## Награды
- 1970 — медаль «За доблестный труд».
- 1981 — звание народного артиста Абхазской АССР за выдающиеся заслуги в области искусства.

## Творчество
- Вацлав Краль в спектакле «Такая любовь» П. Когоута
- Первый министр — «Голый король» Е. Шварца (1962 г.)
- Ясон — «Песню нелегко сложить» Н. Тарба (1963)
- Яков — «Песнь о скале» Б. Шинкуба (1969 г.)
- Чацкий — «Горе от ума» А. Грибоедова (1980)
- Иван Антонов — «Замшевый пиджак» С. Стратиева
- Александр — «Когда все двери открыты» А. Мукба (1979)
- Астамыр — «Дать взаймы» А. Гогуа (1967)
- Мез — «Женская честь» И. Папаскира (1973)
- Едмунд — «Король лир» Шекспира (1984)

В кино его можно видеть в эпизоде фильма «У самого Чёрного моря» в сцене спектакля в театре — зритель в большой белой кепке.